# Rhinokopia
Die Rhinokopia (Abschneiden der Nase) war im frühen Byzantinischen Reich eine Art der Verstümmelung, welche angewandt wurde, um Personen von der Kaiserwürde auszuschließen oder für Ehebruch zu bestrafen.

## Politische Rhinokopia
Ausgangspunkt war die im 7. Jahrhundert vorherrschende Auffassung, dass nur ein körperlich unversehrter Mann Kaiser werden konnte. Um gestürzte Kaiser oder mögliche Rivalen um die Herrscherwürde endgültig zu entheben, wurde ihnen die Nase abgeschnitten. So wurde beispielsweise mit dem noch minderjährigen Kaiser Heraklonas nach seinem Sturz im Jahr 641 verfahren; Heraklonas starb an der Verletzung. Seiner Mutter, der Kaiserin Martina (Witwe des Kaisers Herakleios) wurde die Zunge abgeschnitten. Kaiser Konstantin IV. ließ 681 seinen Brüdern Herakleios und Tiberios die Nasen abschneiden, um deren Herrschaftsansprüche endgültig zu beseitigen. 
Das bekannteste Opfer der politischen Rhinokopia war der 695 gestürzte und auf die Krim verbannte Kaiser Justinian II. Letztes Opfer war dessen Nachfolger, der 698 gestürzte Kaiser Leontios, dem auf Befehl seines Nachfolgers Tiberios II. 698 die Nase abgeschnitten wurde. 705 kehrte Justinian II. mit bulgarischer Hilfe auf den Thron zurück und bewies damit, dass die Rhinokopia kein wirksames Mittel zur Disqualifizierung eines Herrschers war; daher wurde sie von da an nicht mehr praktiziert. Justinian ließ Leontios und Tiberios II. hinrichten. Abbildungen Justinians aus seiner zweiten Herrschaftszeit (705–711) zeigen ihn mit Nase, da das Kaiserbildnis keine Verstümmelung aufweisen durfte.

## Strafrecht
Im römischen Recht waren Verstümmelungsstrafen nicht vorgesehen; erst in der Spätantike wurde das Abschneiden einer Hand eingeführt, das dann in frühbyzantinischer Zeit die gängige Strafe für Fälschung von Münzen und öffentlichen Urkunden wurde. In der byzantinischen Ekloge ton nomon, einem von Kaiser Leo III. im 8. Jahrhundert eingeführten Gesetzbuch, nahm die Verstümmelung als Strafe einen wichtigen Platz ein; das Gesetz sah Nasenverstümmelung bei Ehebruch vor. Die Verstümmelungsstrafen wurden von Leo III. mit dem Argument gerechtfertigt, dass sie gegenüber der eigentlich angebrachten Todesstrafe eine Milderung darstellten.

## Sonstiges Vorkommen

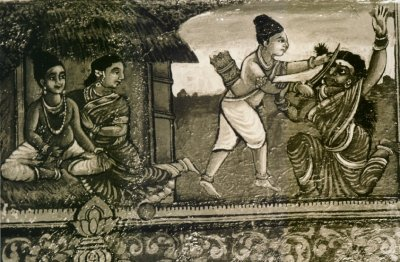
Lakshmana schneidet Shurpanakha die Nase ab.

In dem zweiten indischen Nationalepos Ramayana verstümmelt der indische Gott Lakshmana die Dämonin Shurpanakha, indem er ihr die Nase und die Ohren abschneidet.